# Swiss Travel Pass
Der Swiss Travel Pass (vormalige Bezeichnung Swiss Pass) ist ein Billett für ausländische Gäste in der Schweiz und in Liechtenstein. Er erlaubt unlimitiertes Reisen an aufeinanderfolgenden Tagen mit Zug, Bus und Schiff auf den meisten Strecken dieser Länder. Er ist erhältlich für 3, 4, 6, 8 oder 15 Tage. Des Weiteren wird ein Swiss Travel Pass Flex mit 3 bis 15 frei wählbaren Tagen innerhalb eines Monats angeboten. Bezugsberechtigt sind Personen mit Wohnsitz ausserhalb der Schweiz und des Fürstentums Liechtenstein.
Beide Pässe sind für Personen unter 25 Jahren um 30 % ermäßigt (Swiss Travel Pass Youth und Swiss Travel Pass Flex Youth).
Der Geltungsbereich gleicht dem der Generalabonnemente und der SBB-Tageskarten, somit sind die meisten Aussichtsrouten sowie die Verkehrsbetriebe in über 90 Städten enthalten und offeriert 50 % Rabatt auf den meisten Bergbahnen. Im Swiss Travel Pass inbegriffen ist der Museum Pass, der freien Eintritt in über 500 Museen und Ausstellungen erlaubt. Kinder von 6 bis 15 reisen gratis in Begleitung eines Elternteils mit Swiss Travel Pass und kostenloser «Swiss Family Card». Der Geltungsbereich wird in einer Trafimage-Karte dargestellt.
Um Verwechslungen mit der 2015 eingeführten Kundenkarte des Verbands öffentlicher Verkehr Swisspass zu vermeiden, wurde der frühere Swiss Pass in Swiss Travel Pass umbenannt.